# Newton Williams
Newton Aubrey Williams Richards (Bocas del Toro, Panamá, 1 de janeiro de 2001) é um futebolista panamenho que atua como atacante. Atualmente joga no 9 de Octubre.

## Carreira
Aos 16 anos, Williams fez teste para a base do Grêmio.
Ele começou sua carreira no time Costa del Este da segunda divisão panamenha, atualmente no Campeonato Panamenho de Futebol, equivalente a primeira divisão.
No começo da temporada de 2020, Williams assinou um contrato de empréstimo com Spartaks Jūrmala da Letônia.
Em 8 de março de 2021, ele assinou um contrato de empréstimo com o Palmeiras.
No começo da temporada de 2022, Williams assina um contrato com o 9 de Octubre com duração até o fim de 2023. 